# ان ها
ان ها (به لاتین: An Hà) یک منطقهٔ مسکونی در ویتنام است که در استان باک گیانگ واقع شده‌است.